# کیوهی نودا
کیوهی نودا (انگلیسی: Kyohei Noda؛ زادهٔ ۶ اکتبر ۱۹۸۱) بازیکن فوتبال اهل ژاپن است.
از باشگاه‌هایی که در آن بازی کرده‌است می‌توان به باشگاه فوتبال توکیو وردی اشاره کرد.